# Giuseppe Piattoli
Giuseppe Piattoli (1748 – 1834) è stato un pittore e incisore italiano attivo soprattutto a Firenze.

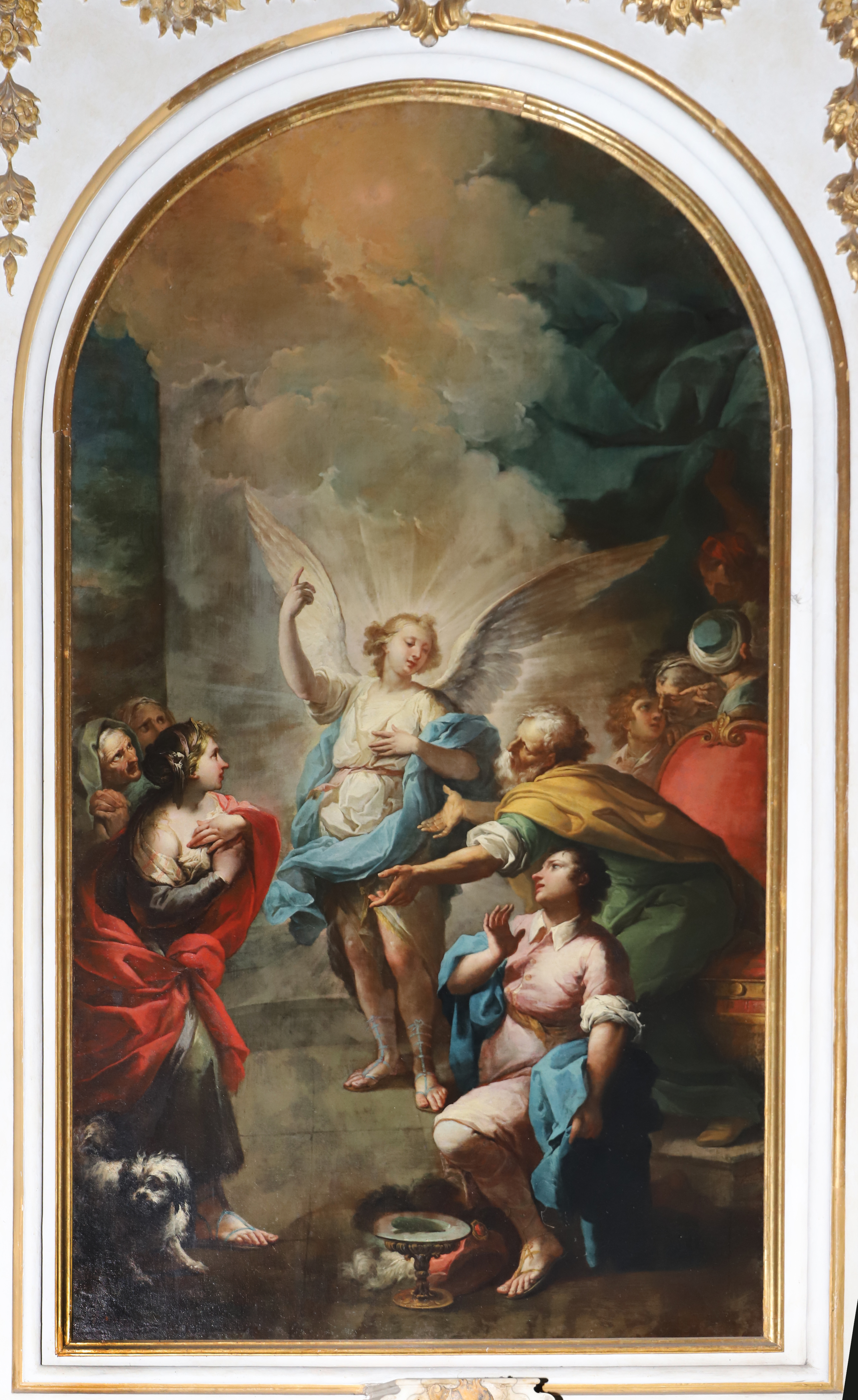
Arcangelo Raffaele appare ai credenti, 1775, Firenze, Santa Maria Maddalena de' Pazzi

Suo fratello Gaetano e sua madre, Anna Bacherini Piattoli, erano entrambi pittori . Suo padre, Giuseppe Piattoli il vecchio, era un incisore attivo per un certo periodo in Sardegna.
Tre tele di Giuseppe Piattoli del 1778 si trovano nella chiesa di Santa Maria Maddalena dei Pazzi a Firenze: San Luigi Gonzaga, Arcangelo Raffaele appare ai credenti e Sant'Antonio da Padova. Tra le altre cose, disegnò la raccolta di dieci caricature della raccolta lo Sposalizio della Marfisa, poi incise con notevole successo da Carlo Lasinio.